# Nea Tiryntha
Nea Tiryntha (in greco Νέα Τίρυνθα?) è un ex comune della Grecia nella periferia del Peloponneso di 3680 abitanti secondo i dati del censimento 2001.
È stato soppresso a seguito della riforma amministrativa detta Programma Callicrate in vigore dal gennaio 2011 ed è ora compreso nel comune di Nauplia.